# ندای وظیفه: جنگاوری نوین ۲
ندای وظیفه: جنگاوری نوین ۲ (به انگلیسی: Call of Duty: Modern Warfare 2) بازی ویدئویی تیراندازی اول شخص است که به‌دست اینفینیتی وارد توسعه یافته و به‌وسیلهٔ اکتیویژن منتشر شده‌است. این ششمین قسمت از مجموعه ندای وظیفه و دنبالهٔ مستقیم ندای وظیفه ۴: جنگاوری نوین به‌شمار می‌رود که خط داستانی بازی را ادامه می‌دهد. این بازی در ۱۰ نوامبر ۲۰۰۹ به صورت جهانی برای مایکروسافت ویندوز، پلی‌استیشن ۳ و اکس‌باکس ۳۶۰ منتشر شد. نسخه‌ای جداگانه نیز برای نینتندو دی‌اس با عنوان جنگاوری نوین: تجهیز کردن در همان روز منتشر شد. نسخهٔ توسعه‌یافتهٔ آسپیر برای اواس اکس در مهٔ ۲۰۱۴ و همچنین نسخه اکس‌باکس ۳۶۰ به‌منظور سازگاری با اکس‌باکس وان در سال ۲۰۱۸ منتشر شد.
ساخت بازی در سال ۲۰۰۸ آغاز شد و در آن زمان تحت عنوان ندای وظیفه ۶ شناخته می‌شد. این بازی با استفاده از موتور IW 4.0 ساخته شد که نسخهٔ بهبودیافتهٔ موتور IW 3.0 در ندای وظیفه ۴ محسوب می‌شود. اینفینیتی وارد هنگام توسعهٔ بخش داستانی از جنگ‌های واقعی الهام گرفت. حالت چندنفره در ابتدا با نسخهٔ آزمایشی درون خود شرکت آزموده شد و به‌صورت عمومی در دسترس قرار نگرفت. جنگاوری نوین ۲ به‌طور رسمی در فوریهٔ ۲۰۰۹ معرفی و نمایش بازی در مارس همان سال آغاز شد. حالت چندنفره نیز مدت کوتاهی پس از آن نمایش داده شد. دو بسته محتوای قابل دانلود پس از انتشار برای بازی منتشر شدند که هر کدام شامل پنج نقشهٔ چندنفره جدید بود که برخی از آن‌ها نقشه‌های بازسازی شده از ندای وظیفه ۴ محسوب می‌شدند.
جنگاوری نوین ۲ مورد تحسین منتقدان قرار گرفت و از بخش داستانی و چندنفره و میزان محتوایش ستایش شد، اگرچه نقدهایی بابت مدت زمان کوتاه و فقدان نوآوری به آن وارد شد. این بازی در ۲۴ ساعت نخست انتشارش، حدود ۴٫۷ میلیون نسخه در آمریکای شمالی و بریتانیا فروش داشت. در اوت ۲۰۱۱، اکتیویژن اعلام کرد جنگاوری نوین ۲، ۲۲ میلیون نسخه کپی، فروش جهانی داشته و دومین بازی پر فروش تاریخ بریتانیا و سومین بازی پرفروش تاریخ آمریکا تبدیل شده‌است. تا سال ۲۰۱۳، این بازی ۲۲٫۷ میلیون نسخه فروخته بود. به‌علاوه، مجموعهٔ کتاب کمیک با نام جنگاوری نوین ۲: خیال، بر اساس شخصیت بازی نوشته شد. این بازی در معرضِ جنجال بود، به‌طوری که یکی از مراحل بازیکن را به انجام حمله تروریستی در فرودگاه مجبور می‌کرد. دنباله‌ای تحت عنوان ندای وظیفه: جنگاوری نوین ۳ در سال ۲۰۱۱ منتشر شد و خط داستانی اصلی جنگاوری نوین  را به پایان رساند. بازسازی بخش داستانی در مارس و آوریل ۲۰۲۰ برای ویندوز، پلی‌استیشن ۴ و ایکس‌باکس وان عرضه شد.

## روند بازی
سبک بازی جنگاوری نوین ۲ تیراندازی اول شخص است ولی در بخش چندنفره حالت تیراندازی سوم شخص اضافه شده‌است همچنین بازی به بخش‌های مبارزه، عملیات خاص و چندنفره تقسیم می‌شود، که در بخش عملیات خاص می‌توان دو نفری به صورت آنلاین بازی کرد، چندنفره مربوط به آنلاین بازی کردن است و بخش مبارزه که همان بخش تک نفره‌است. در بخش چند نفره که به صورت آنلاین بازی می‌شود، شاهد کلکسیونی از انواع بازی‌ها هستیم، بیش از ۱۰ نوع بازی در بخش چندنفره وجود دارد. در بازی سیستم جدیدی به نام پچ زنده اضافه شده که برای شما لیستی از تمام پچ‌هایی را که برای دانلود عرضه شده می‌گذارد. یک مد جدید هم به نام دونده پرچم اضافه شده که در آن بازیکنان یکی از دو تیم باید پرچم رو بردارند و به محل مورد نظر برسانند. بیش از ۲۵ اسلحه کلی در بازی وجود دارند که هر کدام شامل متعلقات مختلف هستند، از جمله این متعلقات می‌توان به دوربین، لیزر، نارنجک‌انداز، و صدا خفه‌کن اشاره کرد از جمله این سلاح‌ها ای‌سی-۱۳۰، ام۱۶، ام۲۴۹ ساو، ای‌تی ۴ می‌باشند. قابلیت جدیدی که به بازی اضافه شده‌است این است که می‌توان به‌طور هم‌زمان ۲ اسلحه را در دست گرفت، که بازیکن علاوه بر انتخاب یوزی و کلت ام۱۹۱۱ می‌تواند انواع ماشین پیستول، شاتگان و راکت لانچر را انتخاب کند. دشمنان در بازی از یک هوش مصنوعی کاملاً پویا بهره می‌برند.

گیم‌پلی در حالت چندنفره آنلاین. حس کردن جنبش در نمایشگر اسلحه، یک ویژگی جدید اضافه شده به جنگاوری نوین ۲

مراحل و محیط کاملاً جدیدی مانند مناطق برفی و سرد قزاقستان، اعماق آب، محله‌های کثیف شهر ریو دو ژانیرو و بیابان‌های افغانستان طراحی شده‌است. همچنین قابلیت رانندگی با اسنوموبیل در برف و تیراندازی در حین سواری، و سلاح‌هایی از جمله چنگک برای بالا رفتن از کوه به بازی اضافه شده‌است. اکثر مراحل بازی در حدود ۱۰ تا ۱۵ دقیقه به پایان می‌رسد. در ضمن در بخش چندنفره قابلیت استفاده از سپر وجود دارد. بازی در ۶۰ فریم اجرا می‌شود.

## داستان
داستان این بازی به شیوه‌ای سینمایی ساخته شده‌است و دقیقاً بعد از پایان ندای وظیفه ۴: جنگاوری نوین آغاز می‌شود.

در طول بازی و طی اتفاقات مختلفی که می‌افتد، بازیکن به همراه تیم ویژه ۱۴۱ به جز روسیه، قزاقستان و افغانستان به ریودوژانیروی برزیل نیز پا می‌گذارد.

با وجود تلاش‌های تفنگداران دریایی آمریکا و نیروهای اس. اِی. اس (یگان ویژهٔ هوایی انگلستان)، چندملیتی‌های افراطی در روسیه به رأس کار می‌آیند و زاکائف را به عنوان قهرمان ملی روسیه معرفی می‌کنند. در ضمن ولادیمیر ماکاروف، که یکی از افراد نزدیک به زاکائف و از تشکیل دهندگان حزب وی بوده‌است، اقدام به آغاز یک نبرد با اروپا و اعمال تروریستی فراوان می‌کند.
بازی در افغانستان شروع می‌شود، که آن‌جا سپاه تفنگداران دریایی ایالات متحده آمریکا به فرماندهی ژنرال شپرد در تلاشند تا یکی از شهرهای افغانستان را از دست نیروهای جنگ‌طلب خارج کنند. در این قسمت سرباز یکم جوزف آلن یکی از نقش‌های اصلی عملیات را بر عهده دارد. آلن جاسوس سازمان سیا است و با نام مستعار اَلکسی بورودین برای نزدیکی به ماکاروف وارد نیروهای او می‌شود. سروان جان «سُوپ» مک‌تاویش و گروهبان گری «رُوچ» سندرسون تحت گروه ۱۴۱ وارد یک منطقهٔ هوابرد در روسیه می‌شوند تا نمونه‌های گمشدهٔ سازمان اس‌سی‌اس از یک ماهواره را بازیابی کنند. در این حین آلن وارد نیروهای ماکاروف شده و به قتل‌عام مردم در فرودگاه بین‌المللی زاکائف می‌پردازد. ماکاروف که از قبل به نقشهٔ آلن پی برده بود، او را می‌کشد و هویتش را به عنوان یک شخص آمریکایی برملا می‌سازد. به این ترتیب روسیه، آمریکا را مسئول این جنایت می‌داند و به آمریکا حملهٔ نظامی می‌کند. به سرباز جیمز رامیرز و تیمش در تفنگداران دریایی آمریکا به رهبری گروهبان یکم فولی مأموریت داده می‌شود تا از حومهٔ شهر و مناطق شمال شرقی ویرجینیا در مقابل حملات روس‌ها دفاع کنند. سپس آن‌ها به سمت واشینگتن، دی.سی. حرکت می‌کنند.
تیم ۱۴۱ روی پروندهٔ ردیابی ماکاروف کار می‌کند و متوجه می‌شود که بزرگ‌ترین مخالف ماکاروف یک فرد در زندان گولاگ با کد 627 (Prisoner 627) است. سروان سُوپ مک‌تاویش زندانی ۶۲۷ را آزاد می‌سازد و متوجه می‌شود این شخص همان کاپیتان پرایس است که گمان می‌کرد مرده بود. پرایس تصمیم می‌گیرد به سمت هیجاک، یک زیردریایی هسته‌ای روسی برود و یک موشک بالیستیک قاره‌پیما را به سمت واشینگتن شلیک کند ولی تصمیم می‌گیرد کلاهکی را در موشک قرار دهد و آن را در اتمسفر منفجر کند تا ایستگاه فضایی بین‌المللی نابود شود ولی پالس الکترونیکی باعث می‌شود که همهٔ وسایل الکترونیکی از کار بیفتد اندکی بعد رامیرز و گروهش متوجه می‌شوند شهر بعد از انفجار هسته‌ای از دست رفته‌است. تنها راه تمام کردن مأموریت قرار دادن فشفشهٔ سبز روی پشت‌بام کاخ سفید است که تحت کنترل نیروهای روسی قرار گرفته‌است. رامیرز و گروهش فشفشهٔ سبز را در حداقل زمان ممکن در محل خود قرار می‌دهند. با قرار گرفتن فشفشهٔ سبز روی کاخ سفید، واشینگتن، دی.سی. به‌طور قطعی از تصرف و کنترل روس‌ها خارج می‌شود.
برای تصرف محل اختفای ماکاروف، مک‌تاویش و پرایس به ایستگاه هوایی بونیارد در افغانستان و روچ و گوست به کوه‌های قفقاز مقر فرماندهی و خانهٔ شخصی ماکاروف می‌روند. روچ و گوست اطلاعات ماکاروف را به دست می‌آورند اما ژنرال شپرد که با گوست از قبل در ارتباط بوده به او خیانت می‌کند، گوست و روچ را می‌کشد و اطلاعات را نیز می‌دزدد. پرایس و مک‌تاویش سریعاً متوجهٔ می‌شوند. بعد از ردیابی محل اختفای شپرد در یک پایگاه مخفی در افغانستان، در حین عملیات نفوذی، شپرد با قایق فرار می‌کند و به ورودی عقب یک سیکورسکی ام‌اچ-۵۳ وارد می‌شود. پرایس با نارنجک‌انداز سلاح خود هلیکوپتر را مورد هدف قرار می‌دهد و هلیکوپتر سقوط می‌کند. مک‌تاویش به جستجوی شپرد می‌پردازد و پس از درگیری و با کمک پرایس او را می‌کشد.

## شخصیت‌ها

کاپیتان جان «سُوپ» مک‌تاویش، در «آشیانه هورنت» یکی از مأموریت‌های جنگاوری نوین ۲

شخصیت اصلی بازی یکی از اعضای گروه ۱۴۱ به نام گروهبان گری «رُوچ» سندرسون است. پس از کشته شدن ایمران زاخائف به دست کاپیتان مک تاویش و سروان جان پرایس در پایان نسخهٔ قبلی، یکی از اعضای مهم حزب زاخائف به نام ولادیمیر ماکاروف قدرت را به دست گرفته و یک سازمان تروریستی قدرتمند در روسیه تشکیل می‌دهد. در نتیجه سران سایر کشورها امنیت بین‌الملی را در خطر دیده و گروهی از نیروهای چند ملیتی را برای خنثی‌سازی برنامه‌های ماکاروف به مناطق مختلف اعزام می‌کنند. گروه روسی پایگاه‌های بسیار پیشرفته‌ای را در دل کوه‌های یخ‌بسته و سرد روسیه ایجاد کرده‌است. جامعهٔ جهانی از ترس این که وقایع چند سال پیش دوباره اتفاق نیفتند، از ناتو کمک می‌خواهد و آن نیز «تیم ویژه ۱۴۱» خود را برای مقابله با گروه ماکاروف در روسیه می‌فرستد.

## ساخت
اینفینیتی وارد در سال ۲۰۰۷ با قبول ریسکی بزرگ، جنگاوری نوین را که داستانش در جنگ جهانی دوم رخ نمی‌داد و آن را به جنگ مدرن آورده بودند عرضه کرد و به موفقیتی بزرگ دست یافت. در سال ۲۰۰۸ نسخه بعدی ندای وظیفه، تحت عنوان جهان در جنگ توسط تری‌آرک ساخته شد و داستان بازی را به جنگ جهانی دوم بازگشت ولی در سایه جنگاوری نوین قرار گرفت. بعد از مدتی اینفینیتی وارد اعلام کرد که بر روی ادامه جنگاوری نوین کار خواهد کرد که نام آن جنگاوری نوین ۲ خواهد بود. جنگاوری نوین ۲ در ابتدا تحت عنوان ندای وظیفه ۶ کار می‌شد تا اینکه در تاریخ ۳ دسامبر ۲۰۰۸، اکتیویژن نام آن را به ندای وظیفه: جنگاوری نوین ۲ تغییر داد. در ۱۱ فوریه ۲۰۰۹، اکتیویژن جنگاوری نوین ۲ را رسماً اعلام کرد و تاریخ عرضه آزمایشی آن را تعطیلات ۲۰۰۹ گذاشت. تا اینکه جنگاوری نوین ۲ نمایش فوق‌العاده در نمایشگاه ای۳ از خود نشان داد و بازی به‌طور رسمی در ۱۱ فوریه ۲۰۰۹ و به صورت جهانی در ۱۰ نوامبر ۲۰۰۹ انتشار یافت.

مقایسه تصاویر درون بازی هنگام فعال و غیرفعال بودن تکنولوژی جریان بافت.

### موتور بازی

اجسام جزئیات بسیار زیادی دارند و انفجارها نیز بهتر از نسخه قبل ساخته شده‌است.

در ساخت بازی از موتور آی‌دبلیو که در ساخت جنگاوری نوین و جهان در جنگ استفاده شده‌بود بهره گرفته شده، با این تفاوت که بر روی موتور به‌روزرسانی‌های زیادی انجام شده‌است و نام آن به آی‌دبلیو ۴ تغییر کرده‌است. که بوسیله تکنولوژی جریان بافت اجازه ساخت دنیاهای بزرگتر و اشیایی با جزئیات بیشتر را به سازنده می‌دهد. در نور پردازی از چند منبع نور مانند نور خورشید به عنوان نور اصلی، و لامپ استفاده شده‌است. اکثر وسایل درون محیط دارای قابلیت تخریب‌پذیری خوبی هستند حتی گلوله‌ها از دیوار عبور می‌کند، انفجارها و دود و آتش هم طراحی بسیار طبیعی دارند. نور پردازی اچ‌دی‌آر و سایه‌های داینامیک در کنار هم به خوبی به کار می‌روند. افکت‌های جدیدی همچون افکت آب و هوا و افکت پاشیدن خون روی صفحه در هنگام تیر خوردن که ترشح خون نام دارد به بازی اضافه شده‌است. در قسمت فیزیک بازی از موتور راجدال استفاده شده‌است که قبلاً در جنگاوری نوین ۱ و بایوشاک نیز استفاده شده بود.

### صداگذاری
صداگذاری بازی عالی توصیف شده‌است. صدای تمامی اسلحه‌ها از ابتدا ضبط شده‌است. موسیقی متن بازی اثر آهنگساز سینمای آمریکا هانس زیمر می‌باشد. در ضمن موسیقی متن بازی توسط لورن بالف تهیه شده و در ۱ ژوئن منتشر شد. خواننده معروف رپ، فیفتی سنت، در قسمت چند نفره بازی به عنوان دوبلور می‌باشد. فیفتی سنت دوبلور یکی از جوخه‌های بازی است و جملاتی مانند «من دارم خشاب عوض می‌کنم»، «ببین که کجا رو هدف می‌گیری» یا «من افتادم، بلندم کن!» را می‌گوید. در صداگذاری برای شخصیت‌های اصلی بازی از کن لالی استفاده شده‌است.

## فروش و سود

لوگوی تبلیغاتی سابق که در منوی بازی استفاده شد.

در تیزرهای اولیه ندای وظیفه: جنگاوری نوین ۲ برای اختصار، رسماً با جنگاوری نوین ۲ معرفی می‌شد تا اینکه اکتیویژن برای فروش و ارتباط بهتر با بازی استاندار چاپ روی جعبه‌های بازی را جنگاوری نوین ۲ معرفی کرد. جنگاوری نوین ۲، ۲۴ ساعت پس از انتشارش در آمریکا و انگلستان ۴٫۷ میلیون نسخه فروخته و فروشی بالغ بر ۳۱۰ میلیون دلار داشت‌است. همچنین در پنجمین روز انتشارش ۵۵۰ میلیون دلار فروش جهانی داشته‌است. و تا ۱۸ ژانویه ۲۰۱۰ بیش از ۱ میلیارد دلار فروش جهانی داشته‌است. جنگاوری نوین ۲ به سومین بازی پر فروش تاریخ انگلستان و دومین بازی پرفروش تاریخ آمریکا تبدیل شده‌است. همچنین اکتیویژن اعلام کرد که میزان فروش سری بازی‌های ندای وظیفه اکنون از مرز ۳ بیلیون دلار گذشته و تاکنون بیش از ۵۵ میلیون نسخه از این بازی‌ها به فروش رفته‌است. در همایشی که قبل از شروع نمایشگاه رسانه و تجارت ای۳ ۲۰۱۰ برگزار شده بود، اکتیویژن اعلام کرد بازی جنگاوری نوین ۲، ساختهٔ استودیو از هم پاشیدهٔ اینفینیتی وارد از ماه نوامبر سال گذشتهٔ میلادی تاکنون موفق به فروش بیش از ۲۰ میلیون نسخه شده‌است. شرکت سونی اعلام کرد که بازی جنگاوری نوین ۲ در سال ۲۰۰۹، پر فروش‌ترین بازی پلی‌استیشن ۳ در آمریکا بوده‌است. این بازی با فروش ۲٫۸ میلیون نسخه‌ای خود توانسته به این رتبه دست پیدا کند. در جایگاه بعدی کیش یک آدم‌کش ۲ قرار دارد.

## کمیک
جنگاوری نوین ۲: خیال (به انگلیسی: Modern Warfare 2: Ghost)، یک سری کتاب کمیک شش قسمتی است که بر اساس بازی ویدئویی ندای وظیفه: جنگاوری نوین ۲ نوشته شده‌است. قسمت اول آن در ۱۱ نوامبر ۲۰۰۹ و قسمت دوم در دسامبر همان سال منتشر شده‌است.

## نسخه بازسازی‌شده
ندای وظیفه: عملیات بازسازی‌شده جنگاوری نوین ۲ که نسخهٔ بصری به‌روز شده از روی نسخهٔ اصلی بازی است، در ۳۱ مارس ۲۰۲۰ برای پلی‌استیشن ۴ منتشر شد. این بازسازی در ۳۰ آوریل ۲۰۲۰ برای نسخه‌های اکس‌باکس و مایکروسافت ویندوز در دسترس قرار گرفت.

## بازتاب‌ها
| گردآورنده  | امتیاز                                 |
| ---------- | -------------------------------------- |
| گیم‌رنکینگز | ۹۳٫۴۲٪ (PS3) ۹۳٫۵۷٪ (X360) ۸۷٫۸٪ (PC)  |
| متاکریتیک  | ۹۴/۱۰۰ (PS3) ۹۴/۱۰۰ (X360) ۸۵/۱۰۰ (PC) |

| ناشر                     | امتیاز  |
| ------------------------ | ------- |
| آل‌گیم                    | [ ۵۶ ]  |
| گیم اینفورمر             | ۹٫۷۵/۱۰ |
| گیم‌پرو                   | [ ۵۸ ]  |
| گیم‌اسپات                 | ۹٫۰/۱۰  |
| گیم‌اسپای                 | [ ۶۰ ]  |
| گیم‌تریلرز                | ۹٫۵/۱۰  |
| آی‌جی‌ان                   | ۹٫۵/۱۰  |
| اواکس‌ام (ایالات متحده)   | ۱۰/۱۰   |
| پی‌سی گیمر (بریتانیا)     | ۸۰٪     |
| پی‌سی گیمر (ایالات متحده) | ۸۰٪     |
| ایکس پلی                 | [ ۶۵ ]  |

جنگاوری نوین ۲ به‌خصوص نسخه‌های کنسول، تحسین‌های قابل تأملی از نقادان حرفه‌ای دریافت کرده‌است، وبگاه متاکریتیک امتیازهای موفق ۹۴٪ برای نسخه‌های پلی‌استیشن ۳ و اکس‌باکس ۳۶۰ و امتیاز ۸۵٪ برای نسخه رایانه شخصی را به این بازی داده‌است. پیتر جکسون کارگردان سری فیلم‌های ارباب حلقه‌ها اعلام کرده، در حال حاضر بیشتر بازی جنگاوری نوین ۲ را انجام می‌دهد تا اینکه روی پروژه سینمایی‌اش تمرکز داشته باشد. مجله تایم با معرفی ۱۰ بازی برتر سال ۲۰۰۹ جنگاوری نوین ۲ را در صدر فهرست معرفی کرده‌است. شرکت اینفینیتی وارد طی خبری اعلام کرد که بازیکنان جنگاوری نوین ۲ طی سنجش زمانی در بخش آنلاین و در چارچوب اکس‌باکس حدود ۱٫۷۵ میلیون ساعت مشغول بازی بودند که این زمان با ۲۰۰٬۰۰۰ سال گیم پلی برابر است. همچنین جنگاوری نوین ۲ موفق به کسب رکورد جهانی گینس به‌عنوان موفق‌ترین محصول مرتبط با تفریحات و سرگرمی در زمان عرضه شده‌است. در زمان عرضه بازی، نسخه کنسولی جنگاوری نوین ۲ از تمامی فروشگاه‌های عرضه بازی‌های کامپیوتری در روسیه جمع‌آوری شده‌بود. این عمل به خاطر وجود مرحله‌ای به نام نو روسیه بوده که در آن بازیکن به همراه چند شخصیت دیگر در یکی از فرودگاه‌های روسیه مردم غیرنظامی را از پا درمی‌آورد. در اولین مراسم جایزه بازی دانمارکی که در کپنهاگ برگزار شد، بازی جنگاوری نوین ۲ به عنوان بهترین بازی سال انتخاب شد. آندرس بریویک تروریست نروژی و عامل قتل حدود ۱۰۰ نفر، پس از دست‌گیر شدن گفته‌است که از جنگاوری نوین ۲ برای این قتل‌ها الهام گرفته‌است.

## معادل انگلیسی
1. ↑  campaign
2. ↑  Special Ops
3. ↑  multiplayer
4. ↑  co-op
5. ↑  Live Patching
6. ↑  Flag Runner
7. ↑  M249 SAW
8. ↑  AT4
9. ↑  AI
10. ↑  (John Soap (Mactavish
11. ↑  Imran Zakhaev
12. ↑  MacTavish
13. ↑  Capitan Price
14. ↑  Vladimir Makarov
15. ↑  Task Force 141
16. ↑  texture streaming technology
17. ↑  HDR
18. ↑  Blood Splatter
19. ↑  Ragdoll
20. ↑  50 Cent
21. ↑  Reloading
22. ↑  Watch your fire
23. ↑  I'm down, get me up
24. ↑  Ken Lally
25. ↑  No Russia
26. ↑  Danish Game Awards

## یادداشت
1. ↑  هانس زیمر تم اصلی را آهنگسازی کرد.
2. 1 2  به‌عنوان بخش داستانی نسخهٔ بازسازی که شامل بخش چندنفره نمی‌شود.